# USFAS
El USFAS es un equipo de fútbol de Malí que milita en la Primera División de Malí, la liga de fútbol más importante del país.

## Historia
Fue fundado en el año 1965 en la capital Bamako y es el club que representa a la Fuerza Armada y de Seguridad de Malí, por lo que es un equipo del gobierno integrado principalmente por soldados, siendo uno de los equipos de la capital que han estado a la sombra de los dos grandes de la capital, el Stade Malien y el AS Real Bamako.
Nunca han sido campeones de la máxima categoría, la cual es dominada por 3 equipos, pero sí han conseguido ser campeones de copa en una ocasión, en 1995 venciendo en la final al Stade Malien.
A nivel internacional han participado en 5 torneos continentales, donde su mejor participación ha sido en la Copa Confederación de la CAF 2006, en la que fueron eliminados en la segunda ronda ante el Al-Merreikh Omdurmán de Sudán.

## Palmarés
- Copa de Malí: 1

1995
- - Finalista: 1

1993

## Participación en competiciones de la CAF
| Temporada | Torneo                       | Ronda      | Club                 | Casa | Visita | Global      |
| --------- | ---------------------------- | ---------- | -------------------- | ---- | ------ | ----------- |
| 1998      | Copa CAF                     | 1          | RS Settat            | 2-2  | 0-0    | 2-2 (a)     |
| 2000      | Copa CAF                     | 1          | Cape Coast           | 2-0  | 0-3    | 2-3         |
| 2006      | Copa Confederación de la CAF | Preliminar | Dynamic Togolais     | 5-0  | 0-0    | 5-0         |
| 2006      | Copa Confederación de la CAF | 1          | King Faisal Babes    | 1-0  | 0-0    | 1-0         |
| 2006      | Copa Confederación de la CAF | 2          | Al-Merreikh Omdurmán | 3-0  | 0-3    | 3-3 (2-3 p) |
| 2007      | Copa Confederación de la CAF | 1          | Ports Authority FC   | 0-1  | 0-2    | 0-3         |
| 2016      | Copa Confederación de la CAF | Preliminar | SC Gagnoa            | 0-0  | 0-2    | 0-2         |